# Ilze Indriksone
Ilze Indriksone (ur. 29 października 1974 w Talsi) – łotewska polityk i działaczka samorządowa, posłanka na Sejm, w latach 2022–2023 minister gospodarki, od 2024 przewodnicząca Zjednoczenia Narodowego „Wszystko dla Łotwy!” – TB/LNNK.

## Życiorys
W 1994 ukończyła szkołę ogrodniczą, a w 1998 studia z nauk o środowisku na Łotewskim Uniwersytecie Rolniczym w Jełgawie. W 2001 uzyskała magisterium z tej dziedziny na Uniwersytecie Łotwy w Rydze. Prowadziła własną działalność gospodarczą w zakresie projektowania ogrodów oraz planowania i zagospodarowania przestrzennego. Pracowała też m.in. jako specjalistka ds. planowania przestrzennego w administracji lokalnej i jako wykładowczyni w centrum edukacji dorosłych. W latach 2010–2016 kierowała działem transportu pasażerskiego w przedsiębiorstwie „Talsu autotransports”.
Zaangażowała się w działalność polityczną w ramach Zjednoczenia Narodowego. Od 2013 zasiadała w radzie okręgu Talsi, od 2017 do 2018 pełniła funkcję wiceprzewodniczącej tego gremium. W wyborach w 2018 z ramienia narodowców uzyskała mandat posłanki na Sejm XIII kadencji. W 2022 z powodzeniem ubiegała się o poselską reelekcję.
W maju 2022 objęła urząd ministra gospodarki w rządzie Artursa Krišjānisa Kariņša. Pozostała na tej funkcji również w powołanym w grudniu tegoż roku drugim gabinecie dotychczasowego premiera. Stanowisko to zajmowała do września 2023.
W grudniu 2024 została nową przewodniczącą Zjednoczenia Narodowego „Wszystko dla Łotwy!” – TB/LNNK.

## Odznaczenia
- Order Krzyża Ziemi Maryjnej II klasy (Estonia, 2023)[7]